# Isoetes mattaponica
Isoetes mattaponica är en kärlväxtart som beskrevs av Musselman och W. C. Taylor. Isoetes mattaponica ingår i släktet braxengräs, och familjen Isoetaceae. Inga underarter finns listade i Catalogue of Life.